# Нестерко, Антон Павлович
Нестерко Антон (22 июня 1989) — профессиональный танцор, спортсмен, тренер, судья. Один из многих украинских  танцоров, вошедших в полуфинал "Blackpool Dance Festival" (Великобритания) в категории «Профессионалы».
Чемпион Украины в любителях, победитель «Кубка мира по латиноамериканским танцам  в Кремле»  (WDC), победитель «German Open Championship»  в категории «Профессионалы», победитель «UK Open Championship» в категории «Rising Star»,  Финалист Чемпионата мира в Париже по танцу "Румба" и других турниров по спортивным бальным танцам

## Биография
Родился в городе Никополь (город, Украина).
Бальными танцами начал заниматься в 1997 году, когда пошел в 1 класс школы.
В 2010 году окончил Приднепровскую государственную академию физической культуры и спорта.
В 2018 году открыл танцевальную студию «AllGoRythm»   в Киеве.
В сентябре 2019 года стал основателем бренда мужской танцевальной одежды «ВЗРОСЛО» .
С 2011 года выступает в паре с Дарьей Марющенко.

## Достижения
- Полуфиналист Blackpool Dance Festival по 2 танцам, категория «Профессионалы»;
- 5-кратный Чемпион Украины по Латиноамериканским танцам в «Любителях»;
- Финалист Чемпионата Мира в Париже по одному танцу;
- Финалист Blackpool Dance Festival, «Amateur Latin»;
- Финалист UK Open Championship, «Amateur Latin»;
- Победитель UK Open Championship, «Rising Star»;
- Победитель Кубка Мира в Кремле по любителям;
- Победитель German Open Championship в категории «Профессионалы» >.